# Самех Ізгар
Самех Ізгар (івр. ס. יזהר; справжнє ім'я — Ізгар Смілянський; 1916, кібуц Хульда — 21 серпня 2006, Тель-Авів) — івритомовний ізраїльський письменник, лауреат Премії ім. Хаїма Бренера, Премії ім. Хаїма Бялика і Премії Ізраїлю.